# Centro Niemeyer
Oscar Niemeyer International Cultural Center, kendt som Centro Niemeyer, er er et internationalt kulturcenter oprettet af den den spanske stat og regionen Asturien i Spanien, beliggende i byen Avilés. Det er tegnet af den brasilianske arkitekt Oscar Niemeyer, og indviet den 26. maj 2011. Centeret integrerer forskellige kunstneriske og kulturelle arrangementer som udstillinger, musik, teater, dans, film og gastronomi. Centeret ligger på højre bred af udmundingen af Avilés i Asturias.
"Et sted åbent for alle, et sted for uddannelse, kultur og fred."

## Ekstern henvisning
- Wikimedia Commons har flere filer relateret til Centro Niemeyer
- Officielt websted

43°33′24.78″N 5°54′58.64″V / 43.5568833°N 5.9162889°V